# حنوة أسطوانية
الحنوة الأسطوانية (باللاتينية: Xeranthemum cylindraceum) نوع نباتي ينتمي إلى جنس الحنوة من الفصيلة النجمية.

## الموئل والانتشار
موطنها بلاد الشام وتركيا والقوقاز وروسيا والبلقان وجنوب أوروبا.